# Merope (región)
Merope (en griego: Μερόπη, búlgaro: Меропа) fue una subregión de Tracia en el norte de la moderna Grecia y el sur de Bulgaria. La región estaba en la parte occidental y medio de las montañas Ródope.
El término solo se encuentra en los escritos del emperador bizantino Juan VI Cantacuceno. Merope se extendía hasta el río Nestos en el oeste y al pueblo de Gratianópolis en el este. El historiador búlgaro Plamen Pavlov define la región del Merope desde el curso del río Arda hacia el norte hasta el río Chepelare y que incluía las fortalezas de Sveta Irina («Santa Irene») y Podvis.
En 1343, Juan VI Cantacuceno concedió Merope al bandolero búlgaro Momchil por su ayuda militar en la guerra civil bizantina de 1341-1347. Después que Momchil cambió de bando en la guerra civil y fue finalmente derrotado por Cantacuceno en 1345, Merope volvió a la soberanía bizantina.